# Веґас Деніел Костянтинович
Веґас Деніел Костянтинович (нар. 15 червня 1997, Сєвєродонецьк, Луганська обл., Україна) — український актор, блогер, громадський діяч. Став відомим завдяки ролі Данила (Даня) Гармаша в українському телесеріалі «Школа» на телеканалі «1+1».

## Біографія
Деніел Веґас народився 15 червня 1997 року у місті Сєвєродонецьк Луганської області. Його ім’я від народження — Данило Черкас.  Закінчив Східноукраїнський національний університет імені Володимира Даля за спеціальністю «Автоматизація та комп'ютерно інтегровані технології», має ступінь магістра.
У 2014 році переїжджає до Києва, де починає розвивати власний блог в соціальній мережі Instagram. Упродовж 2016-2017 років активно відвідує кастинги, бере участь у зніманні реаліті, шоу та музичних кліпах.
У 2018 році Деніел отримує головну роль у серіалі «Школа» та знімається у ньому впродовж двох наступних сезонів. Ця роль принесла йому всеукраїнську славу та популярність.
У 2019 році знімався у вебсеріалі «Київська зірка 2» у головній ролі.
У тому ж році Деніел отримав нагороду «Актор року» за версією 1+1 Media.
У 2020 заснував найбільший TikTok-house в Україні – uLove Home, який зібрав 15 блогерів, 10 із яких набрали понад 1 мільйона підписників, а загалом проєкт охоплював 25 млн аудиторію та генерував 500 млн охоплень щомісячно.
Ініціатива розташовувалася в Гостомелі й після повномасштабного вторгнення була знищенна російською армією.
Даня Вегас також став співавтором колекції одягу з Жаном Гріцфельдтом.